# Alfredo Ebelot
Alfredo Ebelot (Saint-Gaudens, Alto Garona, 1839-Toulouse, Alto Garona, 1920) fue un escritor, periodista e ingeniero francés, que vivió durante varios años en Argentina, donde se destacó como uno de los ingenieros a cargo de la construcción de la Zanja de Alsina.

## Biografía
Se educó en Toulouse y se graduó como ingeniero en la Escuela Central de Artes y Manofacturas de París. Muy joven aún, fue secretario de redacción de la Revue des deux mondes, una de las publicaciones más prestigiosas de la época. Dejó ese cargo cuando emigró a la Argentina en 1870.
Colaboró en varios periódicos editados en Buenos Aires: La Patria Argentina, L'Union Française y La Protesta. Escribió sobre arte, filosofía social, comercio, obras públicas, política o problemas agrarios. A comienzos de 1871, durante la guerra franco-prusiana, fundó el periódico en lengua francesa Le Républicain, que dejó de publicarse cuando estalló la epidemia de fiebre amarilla.
Fue contratado durante la presidencia de Sarmiento en Argentina para hacer estudios de la línea de frontera. Con el grado militar de sargento mayor del ejército participó en la conquista del desierto. Como ingeniero, codirigió los llamados "trabajos de defensa contra el indio", entre ellos la construcción de la Zanja de Alsina.
A partir de 1880 fue colaborador del periódico La Nación y redactor del Courrier de la Plata. Escribió la novela La Niari y las obras Recuerdos y Relatos de la guerra de fronteras y La Pampa. Costumbres Argentinas.
Regreso definitivamente a Francia en 1908, y falleció en Toulouse en 1920.

## Obra
- La Pampa, ed. Joseph Escary, 1890.
- Recuerdos y Relatos de la guerra de fronteras, ed. Plus Ultra, 1968.
- La Niari (novela).

- Datos: Q5667662
- Textos: Autor:Alfredo Ebelot